# Holomelina rogersi
Holomelina rogersi là một loài bướm đêm thuộc phân họ Arctiinae, họ Erebidae.